# الدن (میشیگان)
الدن (به انگلیسی: Alden) یک منطقهٔ مسکونی در ایالات متحده آمریکا است که در میشیگان واقع شده‌است. الدن ۱۲۵ نفر جمعیت دارد و ۱۸۴٫۱ متر بالاتر از سطح دریا واقع شده‌است.